# Jose (álbum)
Jose (estilizado como JOSE) es el quinto álbum de estudio del reggaeton colombiano J Balvin. Se lanzó el 10 de septiembre de 2021 a través de Universal Music Latin Entertainment.
El álbum se caracteriza principalmente por el estilo clásico urbano de Balvin entre el reguetón, trap y pop, donde el nombre del álbum hace alusión a su nombre real. El álbum fue presentado junto a su sencillo promocional «Si te atreves» con Zion & Lennox.
El concepto del álbum, tal y como se describe en su nombre y en la mayoría de sus pistas, es embarcar al público y hacerle conocer a Jose, es decir, a la persona detrás de J Balvin, y a su vez, conocer por medio de sus pistas y líricas, los ritmos y estilos que lo llevaron a ser el gran artista que es hoy en día. En resumen, el álbum introduce al oyente a la música que inspiró a Balvin a ser artista, así como los estilos que lo llevaron al éxito. 
Se desprenden del mismo, algunos sencillos como: «In Da Getto», «Qué más pues», «Otra noche sin ti» y «Un día» entre otros. En este álbum, está incluida la participación de Dua Lipa, Khalid, Skrillex, Karol G, Nicky Jam, Yandel, María Becerra, entre otros.
Es hasta la fecha el trabajo discográfico más extenso en la carrera de J Balvin, con 24 pistas, siendo a su vez el primer disco de Balvin que posee más de 15 pistas, ya que sus trabajos anteriores no superaban dicho número, como La Familia (2013) y Energía (2016), siendo ambos discos los más extensos que tuvo Balvin antes del estreno de JOSE.
Como dato curioso, los sencillos del álbum «Una Nota» y «Te Acuerdas de Mí» hacen un homenaje al tema «Al Natural» interpretado por Tego Calderón y Yandel.

## Lista de canciones
Créditos sacados de YouTube Music:
| N.º | Título                                                                               | Duración |  |
| 1.  | «F40»                                                                                | 2:41     |  |
| 2.  | «Una nota» (con Sech)                                                                | 2:50     |  |
| 3.  | «Te acuerdas de mí» (con Yandel)                                                     | 1:44     |  |
| 4.  | «In Da Getto» (con Skrillex)                                                         | 2:11     |  |
| 5.  | «Billetes de 100» (con Myke Towers)                                                  | 2:44     |  |
| 6.  | «La venganza» (con Jhay Cortez)                                                      | 4:07     |  |
| 7.  | «Vestido»                                                                            | 3:06     |  |
| 8.  | «Qué locura»                                                                         | 3:18     |  |
| 9.  | «Bebé que bien te ves» (con Feid)                                                    | 3:46     |  |
| 10. | «Lo que Dios quiera»                                                                 | 3:14     |  |
| 11. | «Si te atreves» (con Zion & Lennox)                                                  | 2:49     |  |
| 12. | «Fantasías»                                                                          | 3:15     |  |
| 13. | «Pa' guayarte» (con Ozuna)                                                           | 3:17     |  |
| 14. | «Ganas de verte»                                                                     | 2:57     |  |
| 15. | «Perra» (con Tokischa)                                                               | 2:37     |  |
| 16. | «7 de mayo»                                                                          | 3:29     |  |
| 17. | «Suerte»                                                                             | 3:23     |  |
| 18. | «Querido Río»                                                                        | 2:31     |  |
| 19. | «La familia»                                                                         | 4:11     |  |
| 20. | «¿Qué más pues?» (con María Becerra)                                                 | 3:37     |  |
| 21. | «Otro fili» (con Jay Wheeler)                                                        | 3:22     |  |
| 22. | «Otra noche sin ti» (con Khalid)                                                     | 3:48     |  |
| 23. | «Poblado (Remix)» (con Crissin, Totoy El Frío, Natan & Shander, Karol G y Nicky Jam) | 6:32     |  |
| 24. | «Un día (One Day)» (con Dua Lipa y Bad Bunny)                                        | 3:51     |  |

## Posicionamiento en listas

### Listas semanales
| Lista (2021)                         | Mejor posición |
| ------------------------------------ | -------------- |
| Bélgica (Ultratop) Flanders          | 127            |
| Bélgica (Ultratop) Wallonia          | 112            |
| Canadá (Billboard)                   | 26             |
| Estados Unidos (Billboard 200)       | 12             |
| Estados Unidos (Latin Rhythm Albums) | 1              |
| Estados Unidos (Top Latin Albums)    | 1              |
| España (PROMUSICAE)                  | 1              |
| Italia (FIMI)                        | 10             |
| Países Bajos (Album Top 100)         | 31             |
| Suiza (Schweizer Hitparade)          | 14             |

## Certificaciones
| País (organismo certificador) | Certificación  | Unidades certificadas |
| ----------------------------- | -------------- | --------------------- |
| España (PROMUSICAE)           | Oro            | 20 000                |
| Estados Unidos (RIAA)         | 6x Platino     | 360 000               |
| México (AMPROFON)             | 2x Platino+Oro | 350 000               |